# Ken Cheveldayoff
Pour les articles homonymes, voir Cheveldayoff.
Ken Cheveldayoff (né le 1er avril 1965) est un homme politique provincial canadien de la Saskatchewan. Il représente la circonscription de Saskatoon Silver Springs et ensuite Saskatoon Willowgrove à titre de député du Parti saskatchewanais depuis 2003.

## Biographie
Né à Saskatoon, Cheveldayoff complète une formation en Sciences économiques et politiques (1988) et une maîtrise en Administration (1996). Il travaille entre autres comme page à la Chambre des communes et remporte la bourse du mérite Queen Elizabeth II.
Cheveldayoff est le frère aîné du directeur général des Jets de Winnipeg, Kevin Cheveldayoff.

## Politique

### Politique fédérale
Candidat progressiste-conservateur dans la circonscription The Battlefords—Meadow Lake en 1993, il termine quatrième dans une course remporté par le néo-démocrate sortant Len Taylor.

### Politique provinciale
Élu député du Parti saskatchewanais dans Saskatoon Silver Springs en 2003, il devient aussitôt critique de l'Opposition en matière de Finances et d'Éducation post-secondaire.
Réélu en 2007, il devient ministre des Sociétés de la couronne. Transféré au ministère des Entreprises en 2009 et ministre des Relations avec les Premières Nations et les Métis en 2010. En mai 2012, il devient ministre de l'Environnement, responsable de SaskWater et de la Water Security Agency.
À la suite des élections de 2013, il devient leader du gouvernement en chambre en 2014. Lors du remaniement d'août 2016, il hérite du ministère des Parcs, Culture, Sport et ministre Responsable de la Commission des services publics.
Après l'annonce de la démission prochaine du premier ministre et chef du Parti saskatchewanais Brad Wall en août 2017, il annonce rapidement sa candidature lors de la course à la chefferie. Néanmoins, la course sera remportée par Scott Moe.
Durant la campagne et en réponse à un groupe anti-avortement, il déclare croire que les victimes de viol ne devraient pas avoir d'accès légaux à un avortement. Il devient alors le candidat favori parmi les six candidats par les groupes anti-avortement.